# Fahda bint Falah Al Hithlain
Princezna Fahda bint Falah Al Hithlain (arabsky: فهدة بنت فلاح آل حثلين) je třetí manželka Salmána bin Abd al-Azíze, krále Saúdské Arábie. Je členkou kmene Ajmanů. Její matkou je Munira bint Abdullah a mezi její předky patří vůdci kmene Ajmanů, Rakanů a Dhajdan bin Hithlain.
Fahda se za krále Salmána provdala roku 1984. Je o třicet let mladší než on. Má s králem Salmánem šest dětí, korunního prince a premiéra Muhammada, prince Turkiho, ministra obrany prince Chálida, prince Najefa, prince Bandara a prince Rakana. Její druhý nejstarší syn, Turki, je obchodníkem. Princ Chálid, její třetí nejstarší syn, je ministrem obrany. Princ Bandar je hlavou královské gardy, která se zabývá osobní bezpečností krále a korunního prince.
V roce 2018 několik amerických médií, včetně NBC, uvedlo, že její nejstarší syn, Muhammad, nedovolil své matce vidět krále Salmána. V letech 2015 až 2020 se nezúčastnila žádných veřejných akcí, ale od března 2020 se na nich začala znovu objevovat.